# Bakinski
Bakinski (en rus: Бакинский) és un poble (una khútor) de l'óblast de Rostov, a Rússia, segons el cens rus del 2010 tenia 98 habitants. Pertany al districte de Zernograd.